# Stadsholmen
Stadsholmen (île de la Cité en suédois) est une île située au centre de Stockholm en Suède. 

## Situation
Stadsholmen est au au confluent du lac Mälar et de la mer Baltique. 
L'île est délimitée à l'ouest par la baie Riddarfjärden du lac Mälar, à l'est par la baie de Saltsjön dans la mer Baltique, et au nord et au sud par les courts affluents du lac Mälaren, Norrström et Söderström, le long desquels se trouve l'écluse de Slussen.
Elle forme avec les îles de Riddarholmen, à l'ouest, et de Helgeandsholmen au nord, le quartier de  Gamla stan dont elle représente la majeure partie avec ses 33 hectares de superficie et un littoral d'environ 2,2 kilomètres. 
Plusieurs ponts relient Stadsholmen à d'autres îles et à la partie continentale de Stockholm.. 

## Palais royal
Stadsholmen abrite le palais royal de Stockholm, résidence officielle et palais de travail du monarque suédois, utilisé pour les réceptions cérémonielles. 
C'est au palais royal que se trouvent les bureaux du roi, des autres membres de la famille royale suédoise et de la Cour royale de Suède.

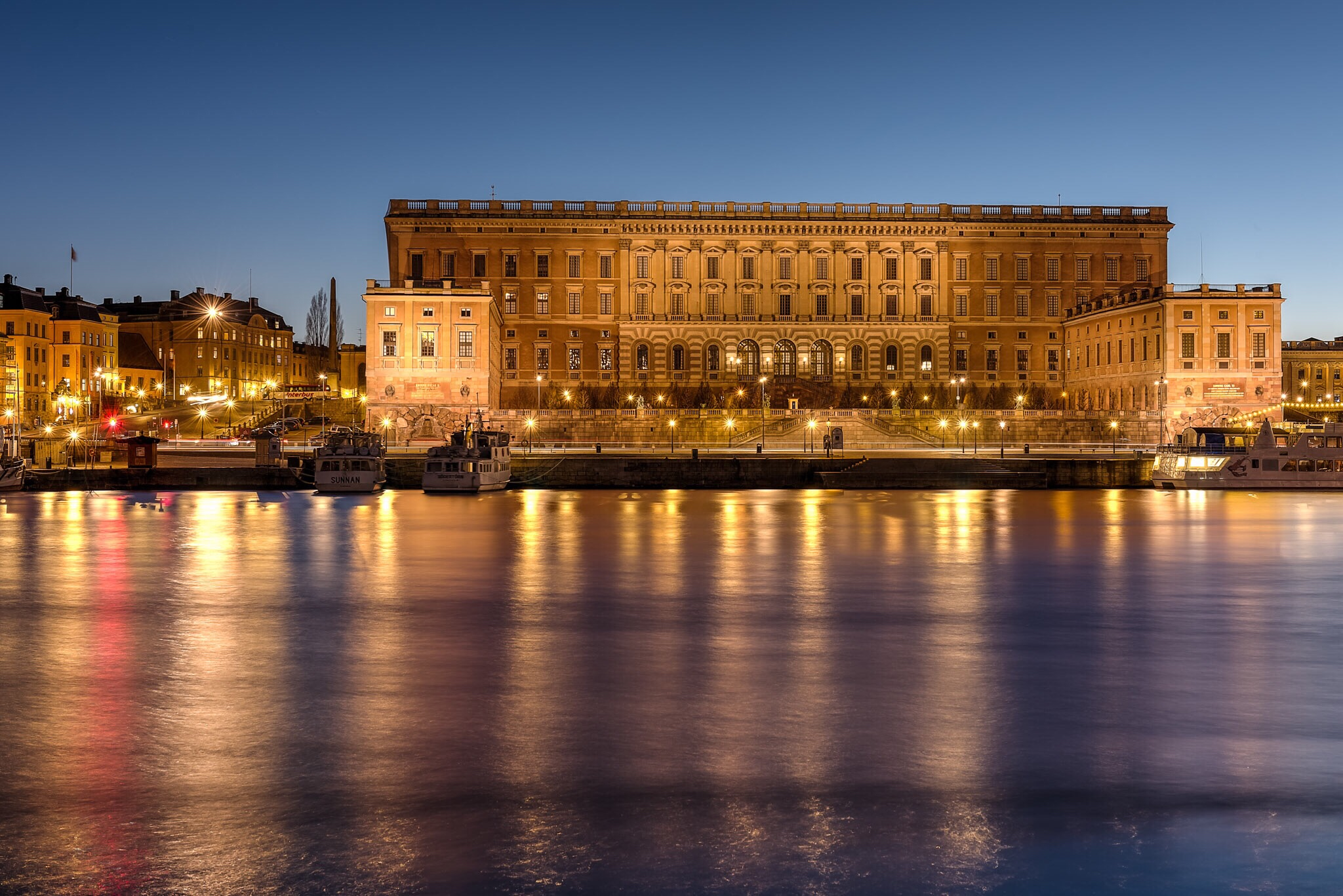
Le palais royal.

## Galerie

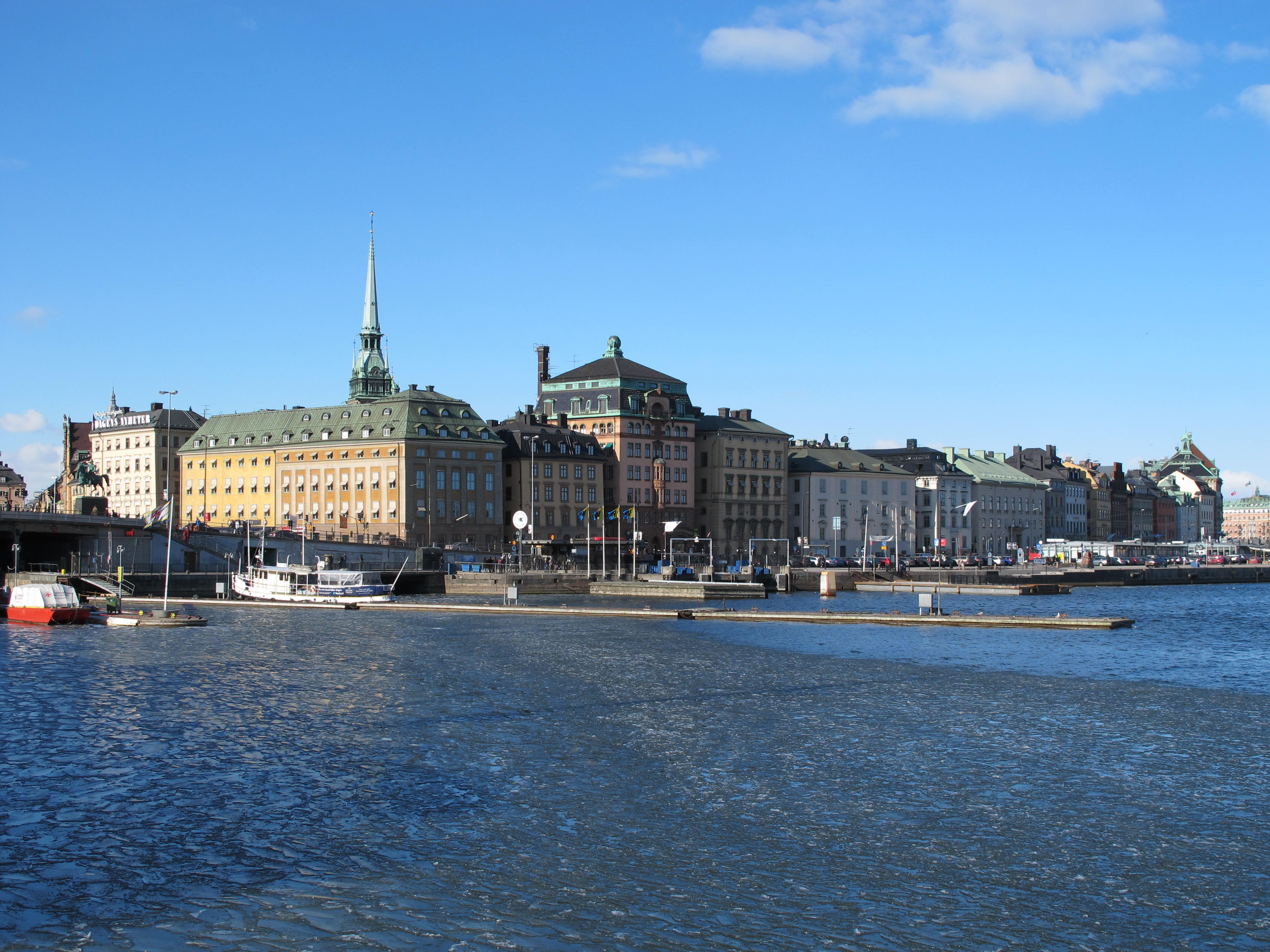
Stadsholmen.
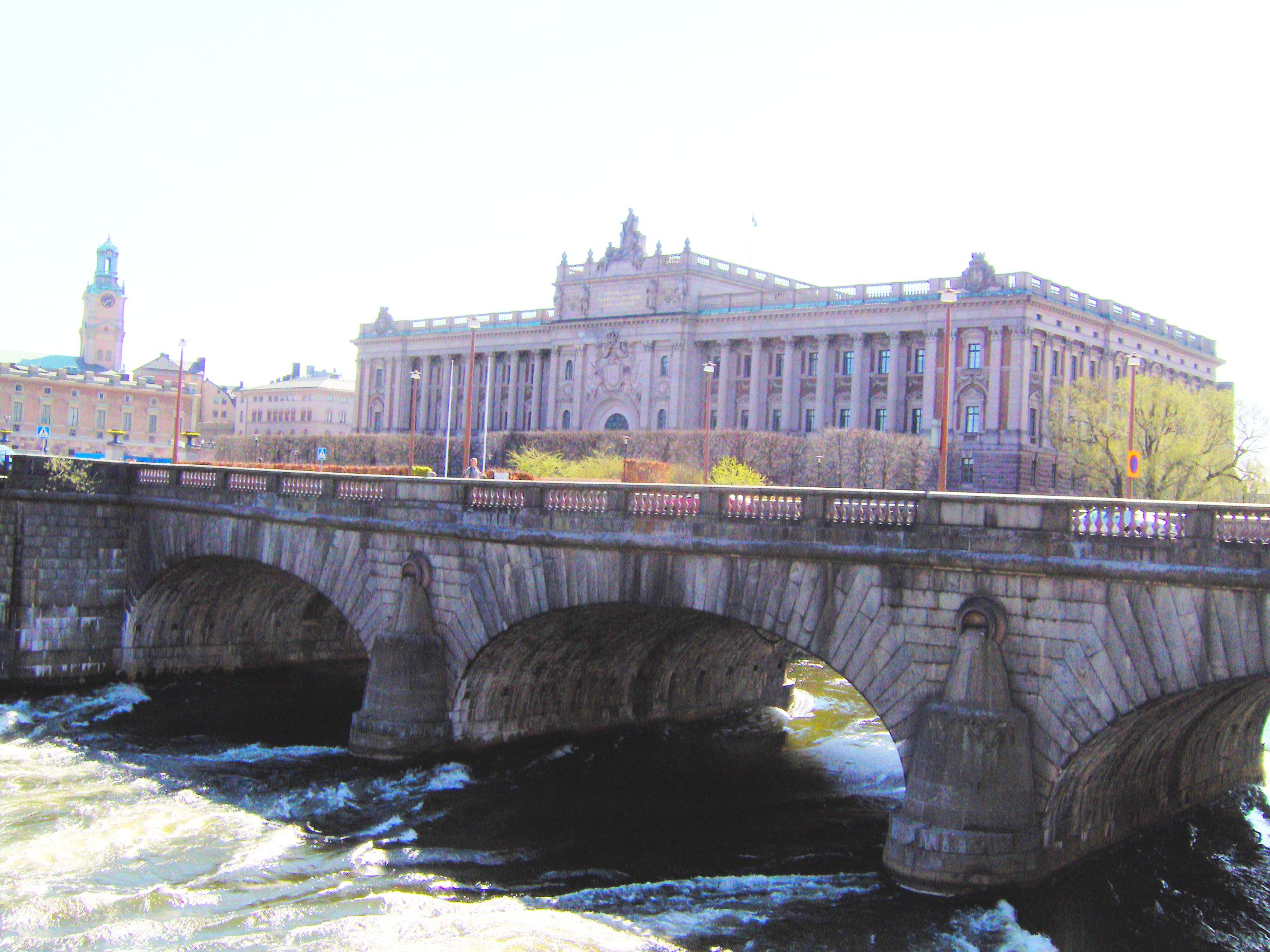
Le pont Norrbro relie les îles de Stadsholmen et Helgeandsholmen.